# (31073) 1996 VV29
1996 في في 29 (ويعرف أيضًا باسم (31073) 1996 في في 29 وفق تسمية الكوكب الصغير) (بالإنجليزية: 1996 VV29)‏ هو كويكب ضمن حزام الكويكبات؛ وترتيبه 31073 من حيث الاكتشاف.
اكتُشف هذا الجُرم الفلكي بواسطة هيروشي كانيدا في 7 نوفمبر 1996.

## وصلات خارجية
- (31073) 1996 VV29 في قاعدة بيانات مختبر الدفع النفاث لأجرام النظام الشمسي الصغيرة

- الاكتشاف · مخطط المدار ·  العناصر المدارية · المعلمات المادية

- (31073) 1996 VV29 على موقع ويكي سكاي: DSS2, SDSS, GALEX, IRAS, Hydrogen α, X-Ray, Astrophoto, Sky Map, Articles and images